# Karl Schulz (Schauspieler)
Karl Schulz (* 11. September 1945) ist ein ehemaliger deutscher Schauspieler, Synchronsprecher sowie Hörspielsprecher.

## Leben und Wirken
Karl Schulz absolvierte sein Schauspielstudium bei Else Bongers. Er steht seit 1965 auf der Bühne. Sein Film-Debüt gab er in den 1980er Jahren. Zu seinen ersten Filmrollen zählte die des Schröder in der Serie Drei Damen vom Grill. Mehrmals war er neben Didi Hallervorden in vielen seiner Produktionen zu sehen, so z. B. mehrmals in der Serie Didi – Der Untermieter, in seinen Spielfilmen Didi – Der Doppelgänger, Didi und die Rache der Enterbten sowie Didi – Der Experte und in einer Episode von Die Didi-Show.
Auch in Günter Pfitzmanns Unterhaltungsserie Berliner Weiße mit Schuß hatte er vier Gastrollen. Auch in Otto Waalkes Komödie Otto – Der neue Film von 1987 spielte er mit. Karl Schulz war in vielen verschiedenen Serien und Filmen zu sehen, wie Onkel & Co., Utopia, Der Eindringling oder in den Serien Anja & Anton und Tatort.
Bekannt ist er als die Synchronstimme von Kohei Myauchi in den Dragon Ball Z-Filmen, in denen er die Rolle des Muten-Roshi sprach. Aber auch als Stimme von Victor Maddern, Kenneth Mars oder Corey Burton kennt man ihn. Weiterhin zu hören war er in Filmen wie Turtles, Plattfuß am Nil, Boot Camp, Schneller als der Tod, Astronaut Farmer, Geboren am 4. Juli, Conan der Zerstörer, Flash Gordon, Zombies oder Der weiße Hai 2.
Eine seiner bekanntesten Rollen dürfte aber die des Mr. T als Sgt. Bosco 'B.A.' Baracus in Das A-Team sein.
Karl Schulz spricht in vielen Zeichentrick-Produktionen, etwa in der Serie Lucky Luke, in Spongebob Schwammkopf als Meerjungfraumann, in Cowboy Bebop als Jet Black, in Die Pinguine aus Madagascar als Officer X oder in Filmen wie Bärenbrüder und Pocahontas, sowie Littlefoots Großvater in der Zeichentrickfilmreihe In einem Land vor unserer Zeit. Er zog sich 2016 zurück.

## Filmografie (Auswahl)

### Schauspieler
- 1978: Ein Mann will nach oben (zwei Episoden)
- 1980: Drei Damen vom Grill (vier Episoden)
- 1981: Onkel & Co.
- 1981: Überfall in Glasgow
- 1983: Utopia
- 1984: Didi – Der Doppelgänger
- 1984: Feuer für den großen Drachen
- 1984–1994: Berliner Weiße mit Schuß (vier Episoden)
- 1985: Didi und die Rache der Enterbten
- 1985: Der Tod aus dem Computer
- 1985–1986: Der Untermieter (Serie)
- 1986: Detektivbüro Roth – Die Piraten
- 1987: Otto – Der neue Film
- 1988: Didi – Der Experte
- 1988: Die Senkrechtstarter
- 1989: Affäre Nachtfrost
- 1989: Die Didi-Show
- 1990: Der Eindringling
- 1991: Tatort – Tini
- 1993: Harry & Sunny (Serie)
- 1995: Mutter mit 18
- 1999: Ein starkes Team: Braunauge
- 2000: Anja & Anton – Ein Pferd für Natalie
- 2000: Ein starkes Team: Der Todfeind
- 2002: Tatort – Filmriss

### Synchronsprecher (Auswahl)
Filme
- 1979: Für John Hancock in Zwei in Teufels Küche als T Man
- 1980: Für Jeremy Bulloch in Das Imperium schlägt zurück als Boba Fett
- 1982: Für Hulk Hogan in Rocky III – Das Auge des Tigers als Thunderlips
- 1988: Für William Tannen in König der Piraten als Ramon
- 1989: Für Winston Ntshona in Weiße Zeit der Dürre als Gordon Ngubene
- 1996: Für George Lloyd in Die Teufelsinsel als Hawkins
- 1999: Für Tim Reinhard in Die wilden 60er als Barbesitzer
- 2001: Für Linal Haft in Moulin Rouge als Leibwächter
- 2003: Für Jon Polito in Flight Girls als Roy Roby
- 2008: Für Corey Burton in The Clone Wars als General Loathsom
- 2009: Für James Caan in Wolkig mit Aussicht auf Fleischbällchen als Tim Lockwood
- 2009: Für Harvey Keitel in Inglourious Basterds als General
- 2012: Für Bouli Lanners in Asterix & Obelix – Im Auftrag Ihrer Majestät als Olaf Maulaf
- 2016: Für J.R. Horne in Hail, Caesar! als Curly

Serien
- 1989–1998: Für Chuck McCann in DuckTales – Neues aus Entenhausen als Kuno Knack
- 1991: Für Mr. T in Mister T als Mr. T
- 1998–2000: Für George Buza in Liebling, ich habe die Kinder geschrumpft als Chief Jake McKenna
- 2002–2012: Für Ernest Borgnine in SpongeBob Schwammkopf als Meerjungfraumann
- 2003: Für Unshou Ishizuka in Cowboy Bebop als Jet Black
- 2005–2007: Für Peter Jason in Deadwood als Con Stapleton
- 2006: Für Hiroshi Masuoka in Dragon Ball GT als Muten Roshi
- 2007: Für Peter Jason in Desperate Housewives als Jeff
- 2007–2008: Für Daniel Allar in Prison Break als Avocado

## Hörspiele (Auswahl)
- Dragonball Z Vol. 1. (Hörspiel zum Anime), UNIVERSAL MUSIC, 2001.
- Pocahontas: Das Original-Hörspiel zum Film. Walt Disney Records, 2002. (Pocahontas)
- Der Glöckner Von Notre Dame: Das Original-Hörspiel zum Film. Walt Disney Records, 2003. (Der Glöckner von Notre Dame)
- Der gestiefelte Kater - Schnurr um Gnade (Das Original-Hörspiel zum Kinofilm), Edelkids Verlag & BookBeat (Der gestiefelte Kater)
- SpongeBob Schwammkopf - Staffelbox 1 (mp3-CD) - Folge 1 - 24 - Die Original-Hörspiele zur TV-Serie, Edel:Kids (Edel), 2020.
  - 2020:  SpongeBob Schwammkopf 10. Das Original Hörspiel zur TV-Serie (Audible)